# Cheilio
Cheilio  es un género de peces de la familia de los Labridae y del orden de los Perciformes.

## Especies
De acuerdo con FishBase:
- Cheilio inermis (Forsskål, 1775)